# Campeonato Europeu de Futebol Sub-21 de 1992
O Campeonato Europeu de Futebol Sub-21 de 1992 foi a oitava edição do Campeonato Europeu de Futebol Sub-21.
A fase de qualificação durou de 1990 a 1992, na qual participaram 32 selecções. Este foi o último torneio em que não foi seleccionado nenhum país para anfitrião das fases finais.
As selecções representantes de Malta e Israel competiram pela primeira vez no torneio. Esta foi também a primeira aparição da Alemanha unificada numa só selecção.
Este torneio serviu também para determinar as selecções que iriam participar nos Jogos Olímpicos de 1992. Excluídos desta "regalia" estavam a Escócia, Inglaterra, San Marino e Luxemburgo. A Espanha apurou-se automaticamente para os jogos, como anfitriã da prova, restando assim vagas para as quatro melhores do torneio.
As 32 equipas nacionais foram divididos em oito grupos (seis grupos de quatro mais um grupo de 3 mais um grupo de 5). Os oito vencedores de cada um dos grupos apuraram-se para uma fase de quartos-finais a duas mãos, disputando depois meias finais, e final a duas mãos.

## Fases finais
|  | Quartas de final | Quartas de final | Quartas de final | Quartas de final |                 |           | Semifinais | Semifinais | Semifinais |  |        | Final | Final | Final |
|  |                  |                  |                  |                  |                 |           |            |            |            |  |        |       |       |       |
|  | 1                | Alemanha         | 1                | 3                |                 |           |            |            |            |  |        |       |       |       |
|  | 8                | Escócia          | 1                | 4                |                 |           |            |            |            |  |        |       |       |       |
|  | 8                | Escócia          | 1                | 4                |                 | Dinamarca | 0          | 0          |            |  |        |       |       |       |
|  |                  |                  |                  |                  |                 | Dinamarca | 0          | 0          |            |  |        |       |       |       |
|  |                  | Itália           | 1                | 2                |                 |           |            |            |            |  |        |       |       |       |
|  | 4                | Itália           | 1                | 2                | Tchecoslováquia | 1         | 0          |            |            |  |        |       |       |       |
|  | 4                |                  |                  |                  | Tchecoslováquia | 1         | 0          |            |            |  |        |       |       |       |
|  | 5                | Itália           | 2                | 2                |                 |           |            |            |            |  |        |       |       |       |
|  | 5                | Itália           | 2                | 2                |                 |           |            |            |            |  | Itália | 2     | 0     |       |
|  |                  |                  |                  |                  |                 |           |            |            |            |  | Itália | 2     | 0     |       |
|  |                  | Suécia           | 0                | 1                |                 |           |            |            |            |  |        |       |       |       |
|  | 3                | Suécia           | 0                | 1                | Dinamarca       | 5         | 1          |            |            |  |        |       |       |       |
|  | 3                |                  |                  |                  | Dinamarca       | 5         | 1          |            |            |  |        |       |       |       |
|  | 6                | Polónia          | 0                | 1                |                 |           |            |            |            |  |        |       |       |       |
|  | 6                | Polónia          | 0                | 1                |                 | Escócia   | 0          | 0          |            |  |        |       |       |       |
|  |                  |                  |                  |                  |                 | Escócia   | 0          | 0          |            |  |        |       |       |       |
|  |                  | Suécia           | 0                | 1                |                 |           |            |            |            |  |        |       |       |       |
|  | 2                | Suécia           | 0                | 1                | Países Baixos   | 2         | 0          |            |            |  |        |       |       |       |
|  | 2                |                  |                  |                  | Países Baixos   | 2         | 0          |            |            |  |        |       |       |       |
|  | 7                | Suécia           | 1                | 1                |                 |           |            |            |            |  |        |       |       |       |
|  | 7                | Suécia           | 1                | 1                |                 |           |            |            |            |  |        |       |       |       |

### Quartos-finais

#### 1ª Mão
| 10 de Março de 1992 | Alemanha     | 1 - 1 | Escócia          | Bochum |
|                     | Schmäler 38' |       | John O'Neill 31' |        |

| 11 de Março de 1992 | Países Baixos                  | 2 - 1 | Suécia     | Utrecht |
|                     | Roest 23' · Gaston Taument 54' |       | Fursth 25' |         |

| 11 de Março de 1992 | Dinamarca                                                       | 5 - 0 | Polónia | Aalborg |
|                     | Per Frandsen 11' · Miklos Molnar 22' 28' · Peter Møller 24' 40' |       |         |         |

| 11 de Março de 1992 | Tchecoslováquia | 1 - 2 | Itália                   | Trnava |
|                     | Radim Nečas 85' |       | Alessandro Melli 10' 53' |        |

#### 2ª Mão
| 23 de Março de 1992 | Escócia                                                       | 4 - 3 | Alemanha                                          | Aberdeen |
|                     | McKinnon 42' · Gerry Creaney 69' · Lambert 78' · Alex Rae 87' |       | Kranz 9' · Mehmet Scholl 40' · Heiko Herrlich 59' |          |

| 25 de Março de 1992 | Suécia      | 1 - 0 | Países Baixos | Växjö |
|                     | Simpson 75' |       |               |       |

| 25 de Março de 1992 | Polónia               | 1 - 1 | Dinamarca            | Zabrze |
|                     | Andrzej Juskowiak 76' |       | Erik Bo Andersen 29' |        |

| 25 de Março de 1992 | Itália                       | 2 - 0 | Tchecoslováquia | Perugia |
|                     | Luzardi 39' · Bertarelli 43' |       |                 |         |

### Meias-finais

#### 1ª Mão
| 9 de Abril de 1992 | Dinamarca | 0 - 1 | Itália   | Aalborg |
|                    |           |       | Buso 20' |         |

| 22 de Abril de 1992 | Escócia | 0 - 0 | Suécia | Aberdeen |
|                     |         |       |        |          |

#### 2ª Mão
| 22 de Abril de 1992 | Itália               | 2 - 0 | Dinamarca | Perugia |
|                     | Buso 54' · Muzzi 79' |       |           |         |

| 29 de Abril de 1992 | Suécia            | 1 - 0 | Escócia | Örebro |
|                     | Jonny Rödlund 81' |       |         |        |

### Final

#### 1ª Mão
| 28 de Maio de 1992 | Itália | 2 - 0 | Suécia               | Aalborg                               |
|                    |        |       | Buso 71' · Sordo 80' | Público: 18,000 Árbitro: Van der Ende |

#### 2ª Mão
| 3 de Junho de 1992 | Suécia      | 1 - 0 | Itália | Växjö                            |
|                    | Simpson 56' |       |        | Público: 6,172 Árbitro: McGinlay |

## Resultado
| Campeonato Europeu Sub-21 de 1992 Campeões |
| ------------------------------------------ |
| Itália Sub-21 1º Título                    |

## Jogos Olímpicos de 1992
- Dinamarca, Itália, Polónia e Suécia apuraram-se para a prova;
- A Escócia não competia no torneio Olímpico de Futebol (ver Seleção Britânica de Futebol);
- Os Países Baixos disputaram contra a Austrália disputaram uma vaga extra no torneio, mas da qual saíram derrotados.